# Кин-сан и Гин-сан
«Кин-сан, Гин-сан» (яп. きんさんぎんさん) — сёстры-близнецы из Японии, получившие популярность благодаря своему долгожительству. Полные имена сестёр — Кин Нарита (яп. 成田 きん Нарита Кин, 1 августа 1892 — 23 января 2000) и Гин Каниэ (яп. 蟹江 ぎん Каниэ Гин, 1 августа 1892 — 28 февраля 2001). Девичья фамилия сестёр — Яно (яп. 矢野), а имена буквально означают «золото» и «серебро». Хорошее здоровье и жизнерадостность в преклонном возрасте сделали Кин и Гин известными во всей стране.

## Биография
Близнецы родились 1 августа 1892 года (в 25-й год периода Мэйдзи) в деревне Наруми (в настоящее время административный район Мидори-ку, Нагоя), префектура Айти. Кин была старшей дочерью, а Гин — младшей. В дальнейшем исследования показали, что они были гомозиготными близнецами, хотя группы крови у них были различны.
В 1991 году, по достижении 100 лет, близнецы были упомянуты в газетной статье и получили поздравления от мэра Нагои и губернатора префектуры. В 1992 году Кин и Гин дебютировали с рэп-альбомом «Гин-тян и Кин-тян» (яп. きんちゃんとぎんちゃん), который попал в японские чарты. Кин и Гин принимали участие в нескольких выступлениях на Национальном телевидении Японии. Кин и Гин принимали участие в документальном проекте NHK Today’s Close-Up.
В 2000 году в возрасте 107 лет умирает старшая из близнецов — Кин Нарита. Причиной смерти стала сердечная недостаточность, что подтвердило вскрытие. Годом спустя, в 2001 году, в возрасте 108 лет умирает и младшая сестра Гин. Причину смерти определить не удалось, официально смерть наступила от старости.
У одной из сестёр было четыре дочери, которые тоже стали долгожительницами. Сёстры также принимали участие в исследованиях о продолжительности жизни. На момент смерти Кин в 2000 году у близнецов было в совокупности шесть детей, одиннадцать внуков, семь правнуков и один праправнук.